# Харалампије Поленаковић
Харалампије Поленаковић (Гостивар, 17. јануар 1909 — Скопље, 15. фебруар 1984) био је историчар књижевности, универзитетски професор и академик.

## Биографија
Поленаковић је рођен у српској породици у граду Гостивару, који је тада био у саставу Османског царства. Дипломирао је на Филозофском факултету у Скопљу, а потом је наставио студије у Загребу где је и докторирао. За време бугарске окупације југословенске Македоније током Другог светског рата, пребегао је у Београд где је основао „Друштво избеглица из јужне Србије“.
Студирао је на Филолошком факултету у Скопљу, а докторат положио у Загребу.
Поленаковић је родоначелник македонске књижевне историје и науке и њен суверен представник.
Био је професор Филозофског факултета Универзитета у Скопљу. Дописни члан САНУ Одељење језика и књижевности од 16. децембра 1965, а члан ван радног састава од 1976. године. Редован члан МАНУ од 18. августа 1967. године.

## Признања
- Новембарска награда града Скопља, 1966;[3]
- Награда АВНОЈ, 1980.[3]